# Jakub Kray
Jakub Kray, st. (24. dubna 1661 – 16. prosince 1709) byl slovenský právník a politik, mučedník protihabsburského odporu.
Jeho otec Pavel Kray byl pobělohorským náboženským exulantem z Moravy. Od roku 1685 byl Jakub Kray hlavním notářem města Kežmarku. Počátkem 18. století byl opakovaně zvolen do úřadu městského rychtáře.
V době stavovského povstání uherské šlechty proti Habsburkům vykonával různé diplomatické úkoly pro Františka II. Rákocziho. Po obsazení Kežmarku císařským vojskem byl spolu s dalšími dvěma vzbouřenci popraven.
Je pohřben v kryptě historického kežmarského hřbitova, vybudované v 19. století.
Osudy Jakuba Kraye st. se staly námětem opery Víťazoslava Kubičky (2012).
Jeho syn Jakub Kray ml. (1686–1753) sloužil v císařské armádě, zastával různé funkce ve správě města Kežmarku a sepsal několik historických prací.